# Военен потенциал
Военен потенциал e способността на една държава или коалиция, обединение от държави да поддържат и подобряват своите военни сили, да увеличават тяхната боеспособност, да рекрутират, допълват и попълват войскови персонал, да предоставят модерни оръжия и военна екипировка, и всички типове доставки в мирно време и военно време. Напр. НАТО е коалиция с водещ военен потенциал .